# Кубок вызова МХЛ 2016
Кубок вызова МХЛ 2016 — седьмой в истории Кубок вызова Молодёжной хоккейной лиги. Он состоялся 13 февраля 2016 года в спортивно-культурном комплексе СКК 
«Нефтехим Арена» города Нижнекамск и завершился победой команды «Запада» со счётом 5:2.
| Сборная Востока | Сборная Востока | Сборная Востока    | Сборная Востока    | Сборная Запада | Сборная Запада | Сборная Запада     | Сборная Запада               |
| --------------- | --------------- | ------------------ | ------------------ | -------------- | -------------- | ------------------ | ---------------------------- |
| №               | Гр.             | Фамилия Имя        | Команда            | №              | Гр.            | Фамилия Имя        | Команда                      |
| Вратари         |                 |                    |                    |                |                |                    |                              |
| 1               | Россия          | Алексей Красиков   | Сибирские снайперы | 1              | Россия         | Антон Красоткин    | Локо                         |
| 20              | Россия          | Андрей Суханов     | Чайка              | 20             | Россия         | Виктор Корняков    | ХК МВД                       |
| Защитники       |                 |                    |                    |                |                |                    |                              |
| 2               | Россия          | Михаил Сидоров     | Ирбис              | 2              | Россия         | Иван Воробьёв      | Алмаз                        |
| 3               | Россия          | Иван Мищенко       | Омские ястребы     | 3              | Россия         | Вадим Кучеров      | Красная армия                |
| 4               | Россия          | Камиль Фазылзянов  | Реактор            | 4              | Россия         | Семён Ручкин       | МХК «Динамо Санкт-Петербург» |
| 5               | Россия          | Руслан Петрищев    | Толпар             | 5              | Россия         | Роман Хисамутдинов | Локо                         |
| 6               | Россия          | Дмитрий Кокшаров   | Снежные барсы      | 6              | Россия         | Александр Пелевин  | МХК Спартак                  |
| 7               | Россия          | Никита Волобуев    | Белые медведи      | 7              | Латвия         | Кристапс Зиле      | ХК Рига                      |
| 8               | Россия          | Никита Герасимов   | Сарматы            | 8              | Россия         | Владислав Валенцов | СКА-1946                     |
| 9               | Россия          | Егор Кондрашин     | Олимпия            | 9              | Россия         | Артемий Грязев     | ХК МВД                       |
| 23              | Россия          | Андрей Банников    | Толпар             | 23             | Россия         | Зигурдс Подзиньш   | Амурские тигры               |
| Нападающие      |                 |                    |                    |                |                |                    |                              |
| 10              | Россия          | Рафаэль Бикмуллин  | Реактор            | 10             | Россия         | Антон Жихарев      | Алмаз                        |
| 11              | Россия          | Игорь Угольников   | Реактор            | 11             | Россия         | Борис Левитский    | Красная армия                |
| 12              | Россия          | Степан Хрипунов    | Толпар             | 12             | Россия         | Александр Жебелев  | Атланты                      |
| 13              | Россия          | Артур Болтанов     | Стальные лисы      | 13             | Россия         | Артём Леонов       | ХК МВД                       |
| 14              | Россия          | Виталий Кудрин     | Стальные лисы      | 14             | Россия         | Павел Новожилов    | МХК «Динамо Санкт-Петербург» |
| 15              | Россия          | Александр Редков   | Ирбис              | 15             | Россия         | Андрей Феклистов   | СКА-Серебряные львы          |
| 16              | Россия          | Антон Угольников   | Омские ястребы     | 16             | Россия         | Артём Ильенко      | Локо                         |
| 17              | Россия          | Дмитрий Старченко  | Кузнецкие медведи  | 17             | Россия         | Валерий Гурин      | МХК Спартак                  |
| 18              | Россия          | Максим Уфимцев     | Мамонты Югры       | 71             | Россия         | Матвей Тымченко    | Амурские тигры               |
| 19              | Россия          | Евгений Митякин    | Авто               | 19             | Россия         | Максим Джиошвили   | Русские витязи               |
| 21              | Россия          | Николай Патрушев   | Тюменский легион   | 21             | Россия         | Артём Чернов       | Сахалинские акулы            |
| 22              | Россия          | Ринат Юмангулов    | Ладья              | 22             | Россия         | Иван Володин       | СКА-1946                     |
| Тренеры         |                 |                    |                    |                |                |                    |                              |
|                 | Россия          | Сергей Лопушанский | Ирбис              |                | Россия         | Дмитрий Красоткин  | Локо                         |
|                 | Россия          | Александр Соколов  | Реактор            |                | Россия         | Сергей Петренко    | ХК МВД                       |
|                 | Казахстан       | Игорь Земляной     | Омские ястребы     |                | Латвия         | Леонид Тамбиев     | МХК «Динамо Санкт-Петербург» |

## Ход игры
| 13 февраля 2016 | Восток | 2 : 5 (1:1, 0:3, 1:1) | Запад | СКК «Нефтехим Арена» Зрителей: 6500 |

| Отчёт                                                                   | Отчёт                                     | Отчёт | Отчёт                          | Отчёт                                                 |
| ----------------------------------------------------------------------- | ----------------------------------------- | --- | ------------------------------ | ----------------------------------------------------- |
|                                                                         |                                           | |                                |                                                       |
|                                                                         | Красиков (32:06, Суханов)                 | Вратари | А. Красоткин (32:06, Корняков) | Судьи: Иванов (Санкт-Петербург) Степучёв (Нефтекамск) |
|                                                                         | Голы:                                     | |                                | Судьи: Иванов (Санкт-Петербург) Степучёв (Нефтекамск) |
| Петрищев (Бикмуллин, И. Угольников) 15:11 (бол.) Старченко 50:51 (бол.) | 0 : 1 1 : 1 1 : 2 1 : 3 1 : 4 2 : 4 2 : 5 | Хисамутдинов (Валенцов, Феклистов) 10:25 (бол.) Тымченко (Новожилов, Ильенко) 22:11 (бол.) Чернов (Новожилов) 24:39 Гурин (Кучеров, Жебелев) 37:23 Жебелев (Гурин, Чернов) 52:18 |                                | Судьи: Иванов (Санкт-Петербург) Степучёв (Нефтекамск) |
|                                                                         |                                           | |                                | Судьи: Иванов (Санкт-Петербург) Степучёв (Нефтекамск) |
|                                                                         |                                           | |                                | Судьи: Иванов (Санкт-Петербург) Степучёв (Нефтекамск) |
|                                                                         |                                           | |                                | Судьи: Иванов (Санкт-Петербург) Степучёв (Нефтекамск) |
| 10 мин                                                                  | Штраф                                     | 12 мин |                                | Судьи: Иванов (Санкт-Петербург) Степучёв (Нефтекамск) |
|                                                                         |                                           | |                                |                                                       |
|                                                                         | 35                                        | Броски | 27                             |                                                       |